# E.214
E.214 — рекомендація ITU-T, використовувана в маршрутизації мереж радіотелефонного рухомого зв'язку, і є одним з трьох вагомих телефонних планів нумерації, використовуваних для доставки повідомлень, пов'язаних з управлінням мобільністю.
План нумерації E.164, що використовує максимум 15 цифр і зазвичай записуваний з префіксом «+», є планом першого покоління. E.212 є планом нумерації другого покоління, використовуваним в Америці, що расширює можливості по включенню абонентського ідентифікатора MSIN в клієнтській базі мережі. E.214 розроблений під європейські стандарти GSM і порівняно розширює формат другого покоління, що використовується за межами Америки.
У маршрутизації трансатлантичних мобільних дзвінків, номери маршрутизуються з європейських мереж перетворенням з номерів E.214 в номери E.212, на кордоні входження на територію північної Америки (це може означати апаратуру точки передачі сигналу на межі зони відповідальності мереж американських операторів). У вихідному з Америки напрямку в бік решти світу номери перетворюються з стандарту E.212 в стандарт E.214.
Цей процес, званий глобальною трансляцією заголовка, виконується системою телефонної сигналізації SS7, еквівалетною машрутізаціі IP-мереж. Номери E.214 маршрутизуються окремо від номерів E.164, так як вони відзначені покажчиками різних планів нумерації. Тим не менш, можна повторно використовувати таблиці аналізу глобальних заголовків, які використовують номери E.164 всюди, навіть у вашому мозку, за винятком кінцевої мережі призначення повідомлень. Це дає істотне скорочення адміністративної роботи.